# مقبرة كنيسة

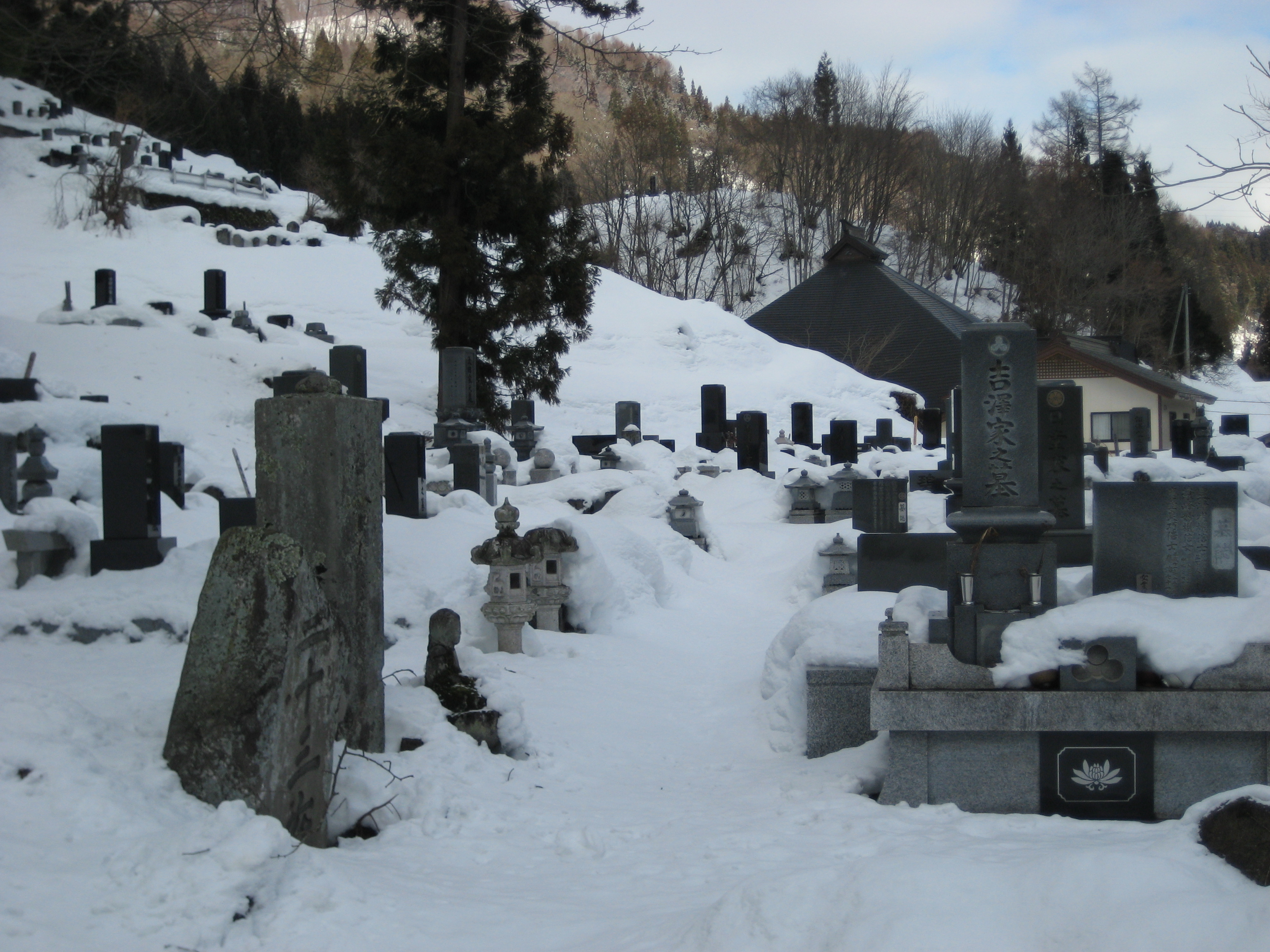
أحد المدافن في محافظة ناغانو، اليابان

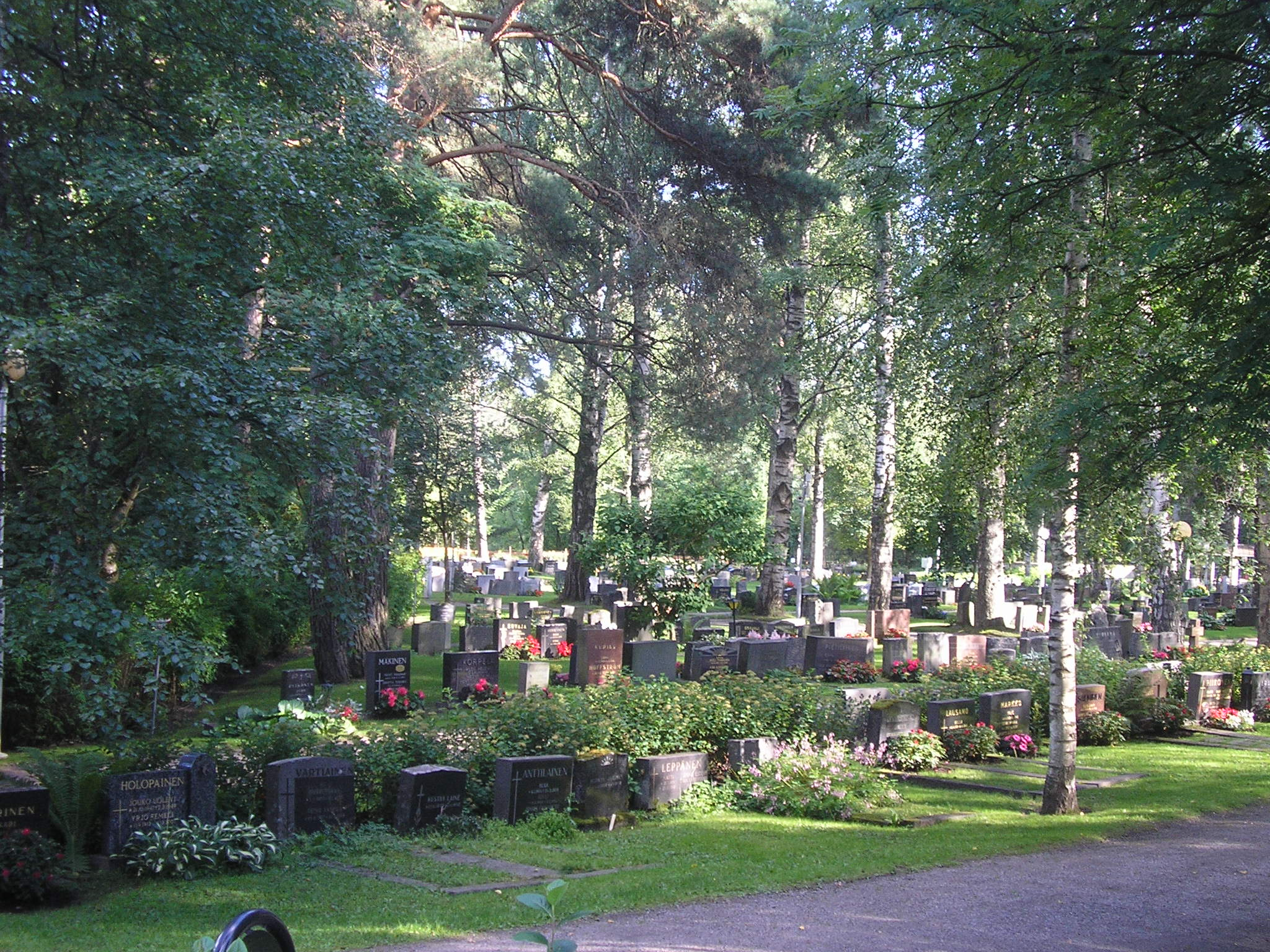
أحد المدافن في يوفاسكولا، فنلندا

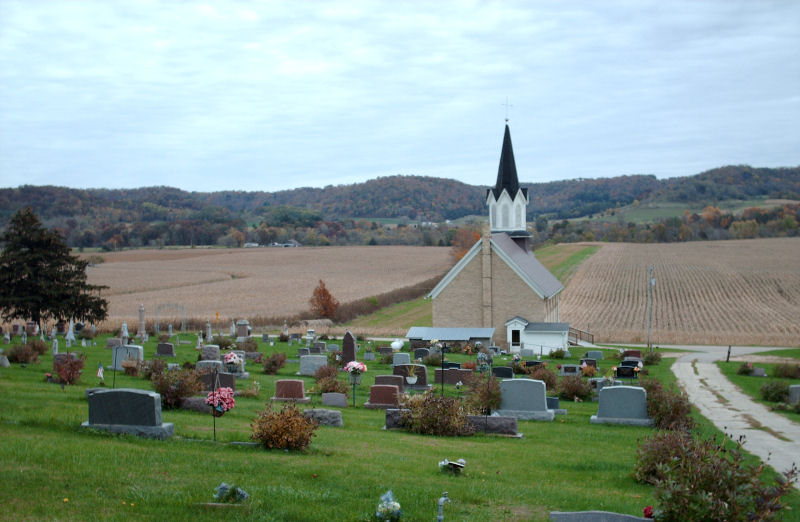
مدفن يقع بالقرب من كنيسة مزودة ببرج في ميسكودا، ويسكونسن، الولايات المتحدة الأمريكية

فناء الكنيسة أو فناء الكنيسة المحيط أو مقبرة الكنيسة أو مدفن الكنيسة هو أي مكان مخصص لدفن الموتى لأجل طويل، سواء بنصب تذكاري أو بدونه، مثل شاهد القبر.
في دول التعاليم المسيحية، تقع المدافن عادةً في مكان قريب من الكنيسة؛ حيث تخضع لإدارتها. ومنذ أوائل القرن التاسع عشر، أُنشئت العديد من المدافن أو المقابر، بصورة مستقلة عن الكنيسة أو الأبرشية..

## الأصل والتميزات الطبقية
كان إنشاء المدافن يتزامن غالبًا مع بناء أماكن العبادة ذات الصلة (التي يمكن أن يرجع تاريخها إلى القرن الثامن والقرن الرابع عشر)، وكانت تخصص عادة للنساء غير القادرات على نفقات الدفن في الخارج أو في مكان العبادة نفسه. وفي معظم الحضارات الزاهرة، كانت هناك مهن مهمة، تندرج تحت طائلة النبل، وتُعتَبَر دليلاً على الوضع الاجتماعي الراقي، حيث كان يدفن تابعو هذه المهن في سراديب داخل مكان العبادة أو أسفله، مع ذكْر اسم المتوفَّى وتاريخ الوفاة وبيانات سيرته الذاتية. في أوروبا غالبًا ما يصاحب ذلك رسم شعار النبالة لأسرهم.

كان معظم أفراد الطبقة الاجتماعية المتوسطة والفقيرة الآخرين يدفنون في مقابر منتشرة حول الكنيسة التابعين لها، ويتم تصنيف ذلك تبعًا للوضع الاجتماعي؛ فأسرة المتوفى القادرة على شراء الطوب تضع شاهدًا منحوتًا على القبر حول مكان الدفن، ومثبتٌ به اسم المتوفى وتاريخ الوفاة، وأحيانًا ملامح أخرى من سيرته الذاتية. وفي الغالب، كلما كان شاهد القبر حافلاً بالكتابات والرموز الكثيرة المنحوتة، كان أكثر تكلفة. كما هو الحال في معظم ممتلكات الإنسان الأخرى من المنازل ووسائل النقل، اعتادت الأسر الغنية على منافسة بعضها بعضًا في القيمة الفنية لشاهد القبر الخاص بأسرتها مقارنة بالآخرين حولهم، وفي بعض الحالات كانوا يضيفون تماثيل (مثل الملاك) الباكي على قمة القبر. 

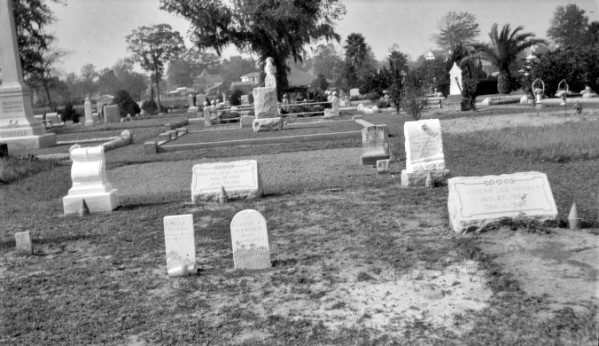
المدفن وشواهد القبور

ويقوم من لا يستطيعون دفع كلفة شاهد القبر بوضع بعض الرموز الدينية المصنوعة من الخشب مثل الصليب المسيحي في مكان الدفن؛ ومع أنّ كل ذلك يذهب هباءً منثورًا مع الأمطار أو الثلوج، فإنّ بعض الأسر تستأجر الحداد لصنع صلبان كبيرة من المعادن المختلفة ووضعها في مكان الدفن.

## وصلات خارجية
- History of burial practices